# Autodelen

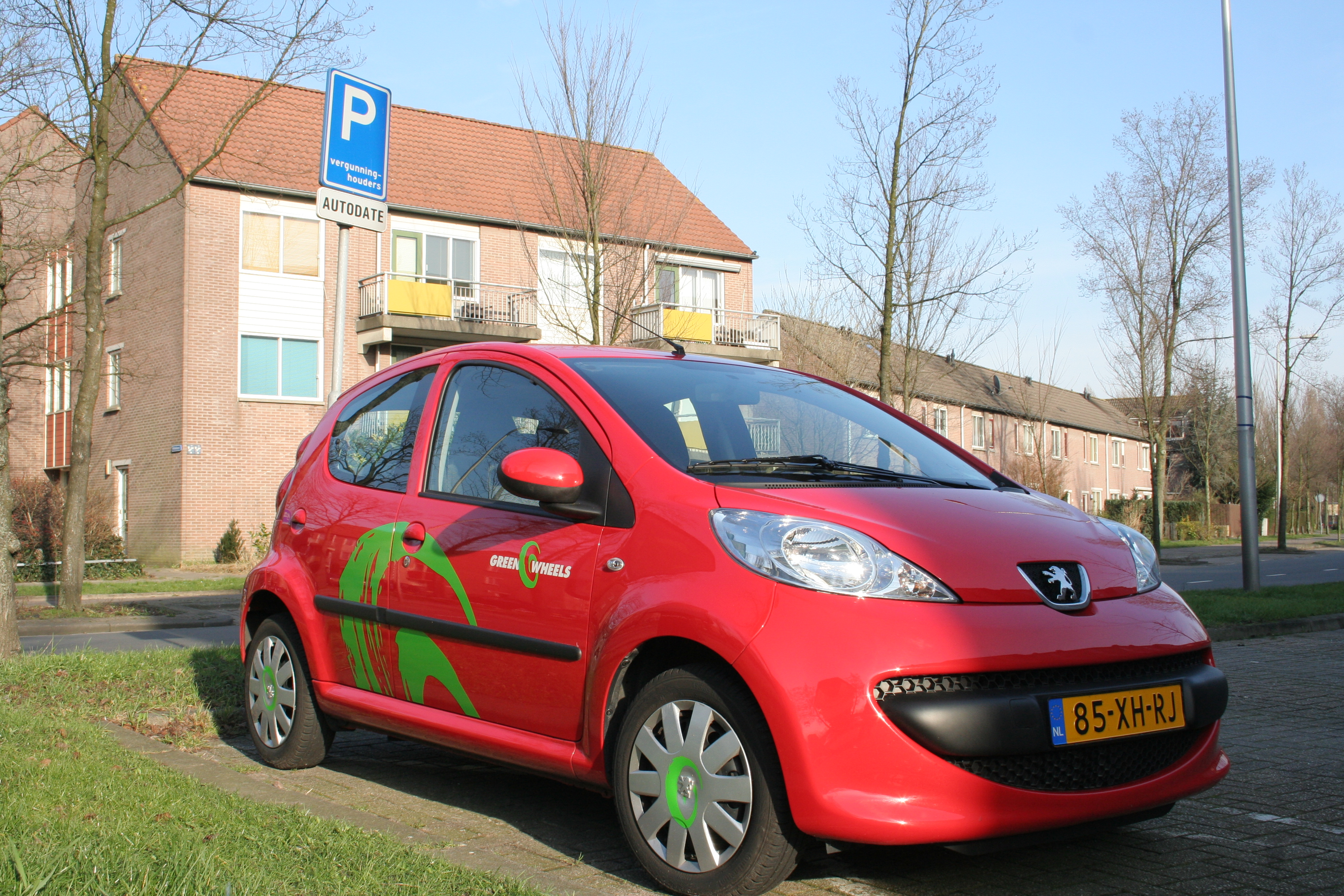
Greenwheels-deelauto op een autodeel-parkeerplaats

Autodelen is een systeem waarbij personen gezamenlijk van een auto of wagenpark gebruikmaken. Het verschilt van traditioneel autohuren doordat het huren van auto's voor een korte termijn (bijvoorbeeld per uur of per minuut) mogelijk maakt. Autodelen wordt vooral gebruikt door mensen die relatief weinig met een auto rijden. Het is namelijk financieel voordelig ten opzichte van een eigen auto vanaf minder dan ongeveer 10.000 km per jaar.
In maart 2021 maakten 971.000 Nederlanders gebruik van 87.825 deelauto's. Begin 2022 waren er 194.000 gebruikers in België.
De belangrijkste factoren die de groei van autodelen bevorderen, zijn de stijgende hoeveelheid files, veranderende denkwijzen over autobezit en een convergentie van businessmodellen.

## Vormen

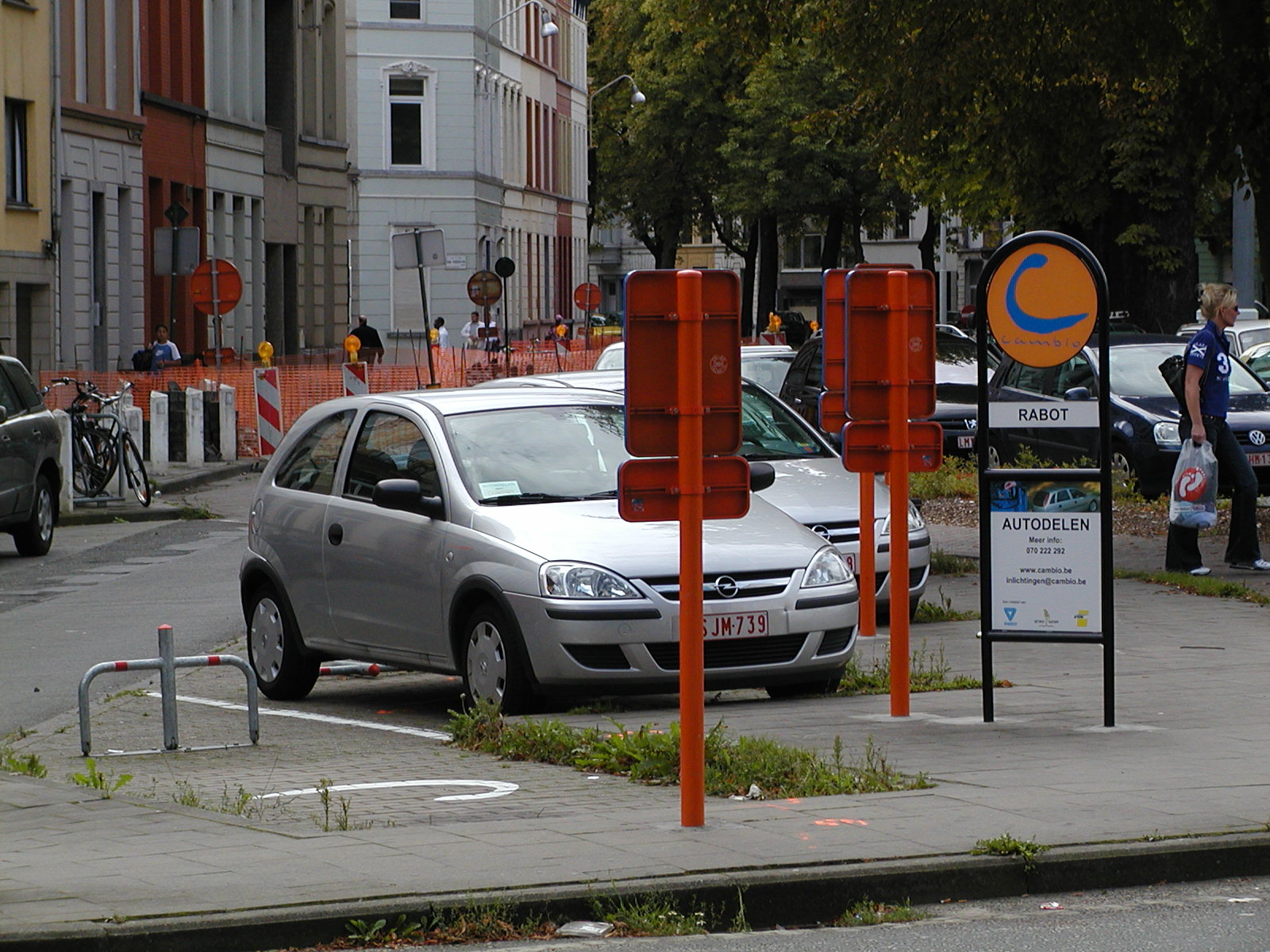
Een autodeelparking in Gent (2005)

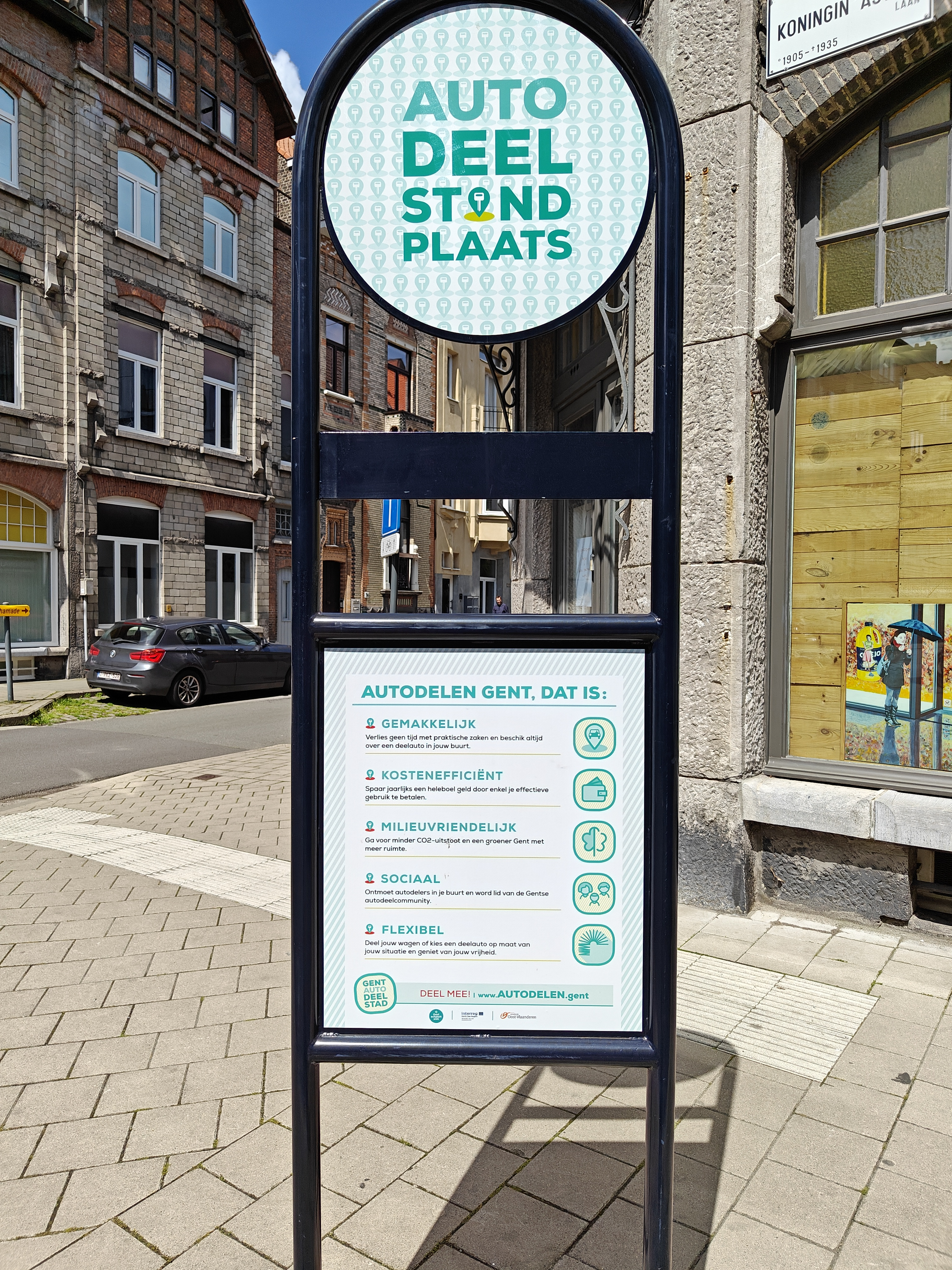
Een autodeelstandplaats op de Koningin Astridlaan in Gent (2023)

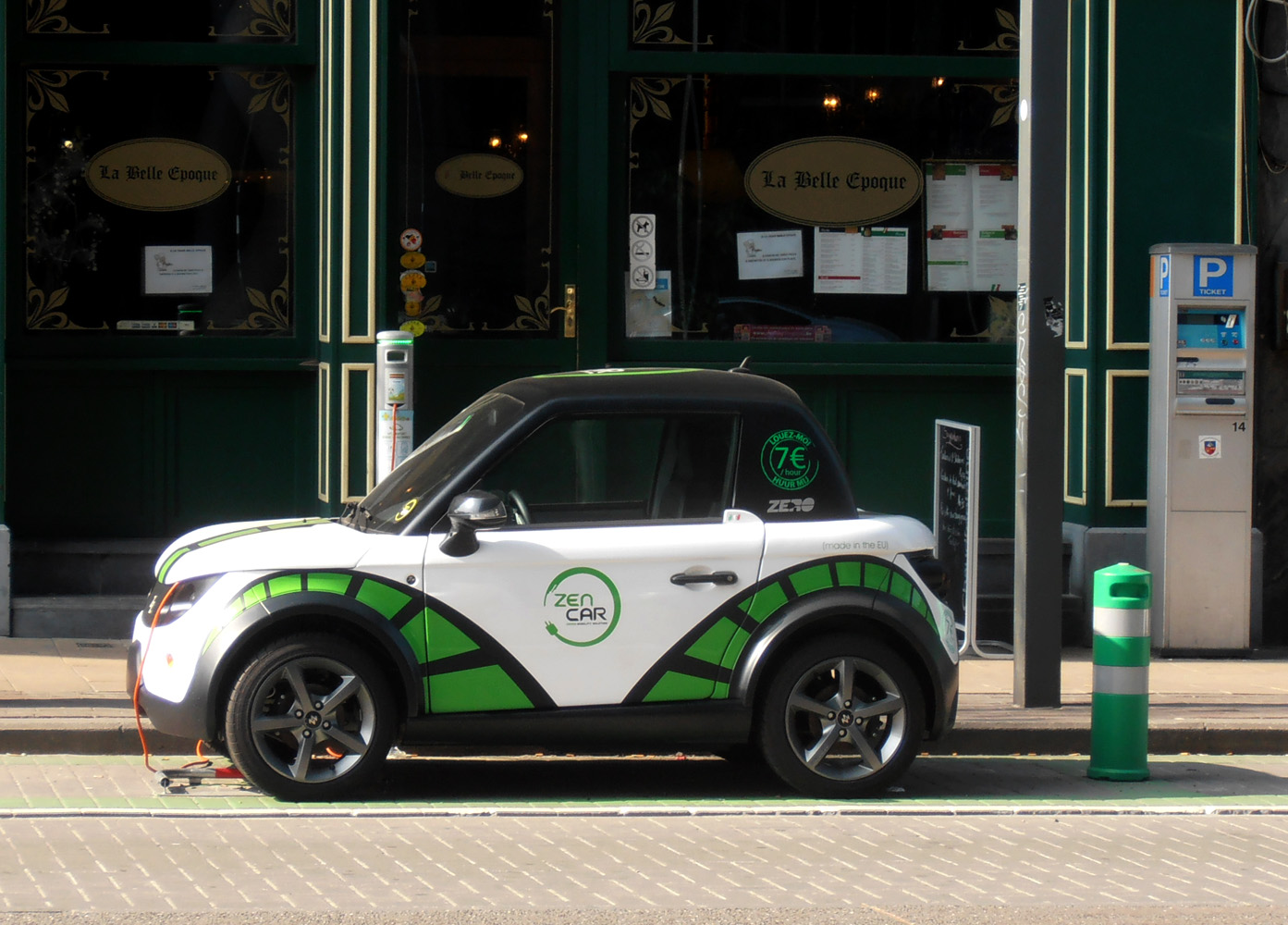
Een gedeelde elektrische auto van (het niet meer bestaande) ZenCar in Brussel

Er zijn verschillende vormen van autodelen. Het delen waarbij een organisatie een vloot deelauto's beheert, en het peer-to-peer-autodelen waarbij een organisatie tussen particulieren vraag en aanbod bemiddelt. Ook bestaat er een derde vorm: informeel autodelen, waarbij bekenden onderling een auto delen.

### Autodeelaanbieders met eigen wagens
Bij een klassiek deelautosysteem is meestal een organisatie eigenaar van de auto's en zorgt voor de administratie, verzekering, onderhoud en dergelijke van de wagens. Het wagenpark bestaat veelal uit nieuwe, zuinige of elektrische auto's die allrisk (omnium) verzekerd zijn. Er kan keuze zijn tussen verschillende automodellen. Bij dit deelautosysteem kan met een mobiele app, chipkaart of code een deelauto geopend worden. Auto's kunnen op voorhand of vlak voordat de auto gebruikt wordt gereserveerd worden.

#### Deelauto's met een vaste standplaats
Deelauto's moeten worden afgehaald en teruggebracht op dezelfde standplaats.

#### Free-floating deelauto's
Free floating of one-way-deelauto's kunnen door de gebruiker op een willekeurige parkeerplaats binnen een bepaalde zone worden achtergelaten. Bij aankomst kan de auto weer worden vrijgegeven voor de volgende gebruiker. Via een app kan de deelauto gelokaliseerd worden. Voor deze zogenoemde free-floating is het noodzakelijk dat een gemeente hiervoor parkeervergunningen aanbiedt die geldig zijn binnen de gehele gemeente of binnen een specifiek rayon.

### Particulier autodelen
Bij particuliere autoverhuur (ook wel peer-2-peer-autodelen genoemd) stelt een auto-eigenaar zijn eigen auto ter beschikking aan anderen, die betalen voor de huur. Belangrijk voordeel voor de eigenaar is dat hij de dure vaste kosten kan delen met meerdere mensen. Een voordeel van particulier autodelen is dat er geen investering hoeft te worden gedaan door de autodeelorganisatie om nieuwe deelauto's aan te kopen. Om de auto te kunnen gebruiken dient er worden afgesproken met de eigenaar van de auto om de sleutel op te halen.

### Informeel autodelen
De vorm informeel autodelen komt voor bij personen die elkaar goed kennen. Het kan hierbij gaan om particulieren die hun auto delen met hun kinderen of andere bekenden. Voor deze vorm van autodelen wordt doorgaans geen geld in rekening gebracht.
Informeel autodelen verschilt van peer-to-peer-autodelen op verschillende manieren: de gebruikers kennen elkaar, er wordt geen autodeelplatform ingezet en er wordt doorgaans geen geld aangerekend voor de gebruiksduur.

## Autofabrikanten
Veel autofabrikanten zien het leveren van mobiliteit, en niet langer het verkopen van auto's, als hun toekomstig bedrijfsmodel. Er vinden veel investeringen en overnames plaats van autodeelconcepten. Volkswagen investeerde in Gett en MOIA, General Motors in Lyft, Toyota in Uber. Daimler investeerde in car2go, Avis in Zipcar, BMW in Drive Amber en ReachNow. Volvo investeerde in Sunfleet. Renault-Nissan kondigde in 2017 aan een autodeeldienst met zelfrijdende deelauto's te starten. Tesla werkt aan een softwareplatform waardoor Teslabezitters de mogelijkheid krijgen hun auto beschikbaar te stellen aan anderen.

## Effect op de mobiliteit
Gedurende de levensduur van een auto staat deze het grootste deel van de tijd geparkeerd. Door het delen wordt efficiënter gebruikgemaakt van een auto en vermindert de parkeerdruk door afname van autobezit. Ook leidt het bij deelnemers tot een meer economische inzet van vervoersmiddelen en daardoor tot afname van het gebruik van de auto in de mobiliteitsmix en toename van het gebruik van openbaar vervoer en fiets.

## Effect op het milieu
Uit onderzoek van het Planbureau voor de Leefomgeving uit 2015 bleek dat autodelers ruim 30 procent minder auto's bezitten dan voordat ze met autodelen begonnen. Autodelers maakten bovendien door een veranderde mobiliteitsmix 15 tot 20 procent minder autokilometers dan voordat ze met autodelen begonnen. Een oorzaak hiervan is dat bij het ontbreken van de eigen auto een persoon geen rekening meer houdt met de verzonken kosten hiervan.
Door zowel de afname van het aantal autokilometers als het autobezit stoten autodelers per persoon per jaar 230 tot 320 kilo minder CO2 uit. Een deelauto vervangt volgens verschillende onderzoeken vier tot vijftien personenauto's en levert daardoor 36 tot 135 m² openbare ruimte op. In maart 2021 was in Nederland 10,1% van de deelauto's volledig elektrisch.

## Overheidsstimulering
In verschillende landen stimuleert de overheid autodelen. Maatregelen die gemeentelijke overheden nemen zijn het verstrekken van parkeervergunningen, het hanteren van gereduceerde parkeertarieven, het toestaan van parkeren in parkeervergunningsgebieden, het beschikbaar stellen van gereserveerde deelautoplekken en aanpassing van parkeergelegenheid in recreatievoorzieningen van een deelnemende straat of wijk. Sommige overheden stellen een vergoeding beschikbaar voor auto-eigenaren die hun eigen auto of parkeervergunning inruilen voor een deelauto.
Tijdens de Tweede Wereldoorlog werd autodelen gestimuleerd door de Amerikaanse overheid. Zij deden dit met propagandacampagnes met slogans als "When you ride ALONE, you ride with Hitler! Join a Car-Sharing Club TODAY!".

## Landelijk

### België
In België bestaan verschillende autodeelorganisaties. In België biedt het Vlaams Netwerk Autodelen (autodelen.net) informatie en ondersteuning voor autodelen in het Vlaams Gewest.
Cambio was de eerste autodeelaanbieder met eigen vloot in België. In samenwerking met onder andere de MIVB, De Lijn, de Vlaamse Automobilistenbond (VAB) en de gelijknamige Duitse autodeelorganisatie richtte Taxistop Cambio in 2004 in België op. Nadien vonden steeds meer organisaties grond om een autodeelplatform op te richten.
Anno 2022 telt Vlaanderen drie systemen met particulier autodelen en een tiental autodeelaanbieders met vloot. Eind 2023 waren er 4.159 deelwagens in 225 gemeenten van het Vlaams Gewest.
Er zijn ook enkele voormalige systemen. Vroeger opereerde autodeelaanbieder ShareNow in Brussel, maar in eind 2019 kondigde de organisatie haar vertrek aan. Zen Car, opgericht in 2010, was tot 2020 een autodeelsysteem met elektrische auto's in Brussel; het bedrijf gebruikte hiervoor Tazzari Zero en Mitsubishi iMiEV. Ook Bolides, gestart in 2012, stopte in 2021 met het aanbieden van deelauto's.
Partago (2024) en GreenMobility (2023) hebben om economische redenen de activiteiten eveneens stopgezet.
| Naam                                    | Type organisatie                                | Type autodelen                         | Type standplaats | Korte info (ontstaan, geografische spreiding) |
| --------------------------------------- | ----------------------------------------------- | -------------------------------------- | ---------------- | --- |
| BattMobility                            | Commercieel (NV)                                | Eigen vloot (enkel elektrische wagens) | Vast/round-trip  | Ontstaan in 2018; voornamelijk in Gent |
| Cambio (juridisch: Optimobil)           | Commercieel (NV)                                | Eigen vloot                            | Vast/round-trip  | In samenwerking met onder andere de MIVB, De Lijn, de Vlaamse Automobilistenbond (VAB) en de gelijknamige Duitse autodeelorganisatie richtte Taxistop Cambio in 2004 in België op. |
| Claus2you                               | Commercieel (Claus Mobility)                    | Eigen vloot                            | Vast/round-trip  | Ontstaan in 2021; regio Ieper, uitbreiding naar West-Vlaanderen |
| CoopStroom (in CEDAN-netwerk)           | Coöperatie (cv)                                 | Eigen vloot (enkel elektrische wagens) | Vast/round-trip  | voornamelijk in West-Vlaanderen (Brugge) en Oost-Vlaanderen (Gent) |
| Cozywheels (voorheen: Autopia; Cozycar) | Dienst van Mpact vzw                            | Particulier                            |                  | Ontstaan in 2003 als Autopia. Actief in heel België. Was onderdeel van Autodelen.net, sinds 2022 een dienst van Mpact (het vroegere Taxistop)                                      |
| Dégage!                                 | Vrijwilligers (vzw)                             | Particulier                            | Vast/round-trip  | Ontstaan in 1998 als "De Gedeelde Autovloot Gent", verspreid naar heel Vlaanderen                                                                                                  |
| Getaround (voorheen: Drivy)             | Commercieel                                     | Particulier                            |                  | Ontstaan in 2010. Actief in heel Europa |
| JustDrive                               | van garage Mertens (Sint-Niklaas)               | Eigen vloot                            | Free floating    | |
| Klimaan (in CEDAN-netwerk)              | Coöperatie (cv)                                 | Eigen vloot (enkel elektrische wagens) | Vast/round-trip  | in Mechelen en omstreken |
| Poppy                                   | van D'Ieteren                                   | Eigen vloot                            | Free floating    | Actief in grote steden en luchthavens |
| Stapp.in                                | van garage Houttequiet (Sint-Niklaas)           | Eigen vloot                            | Vast/round-trip  | |
| Share Mobility                          | Samenwerking tussen verschillende garagehouders | Eigen vloot (enkel elektrische wagens) |                  | |

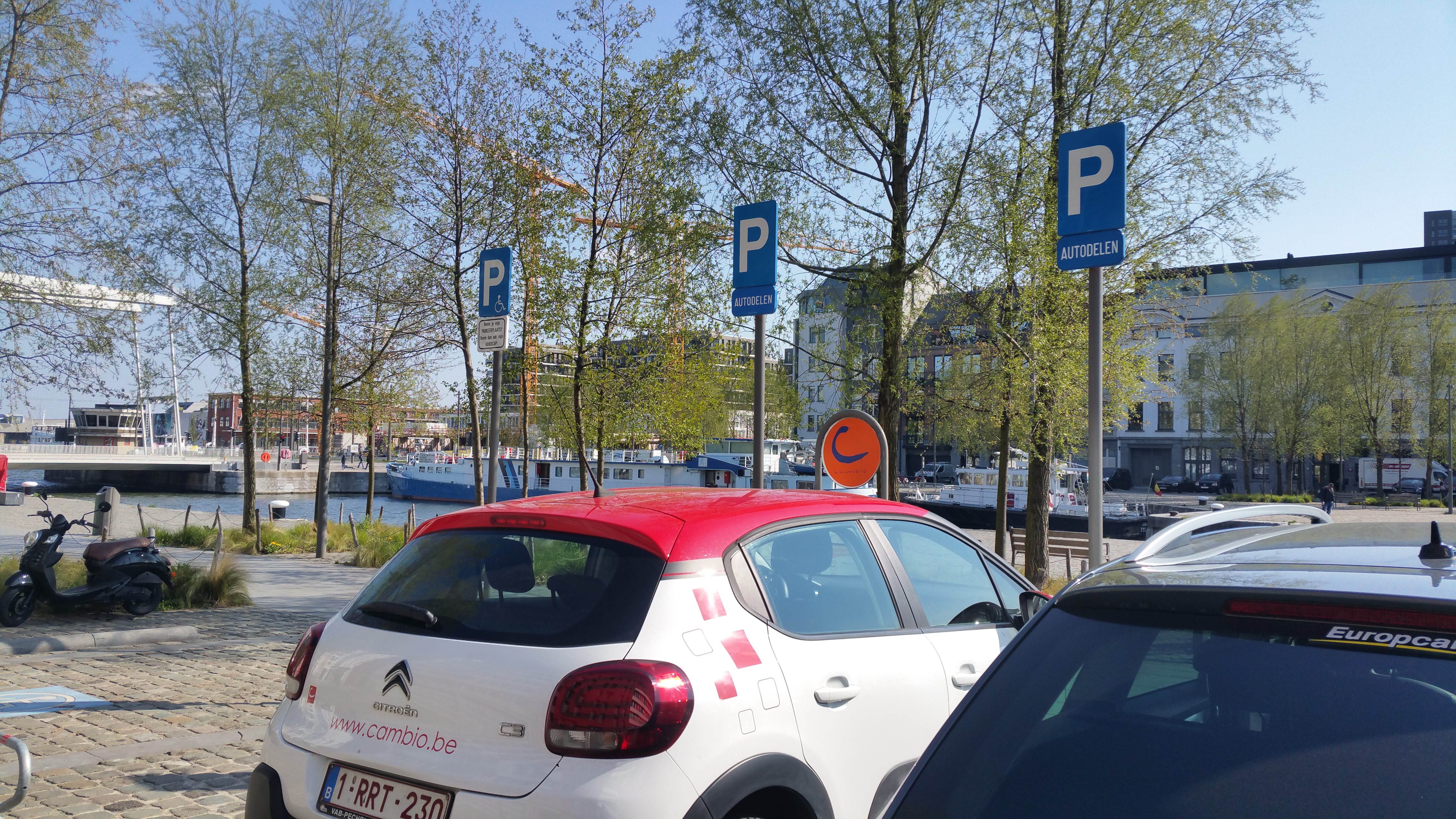
Cambio-wagen in Antwerpen
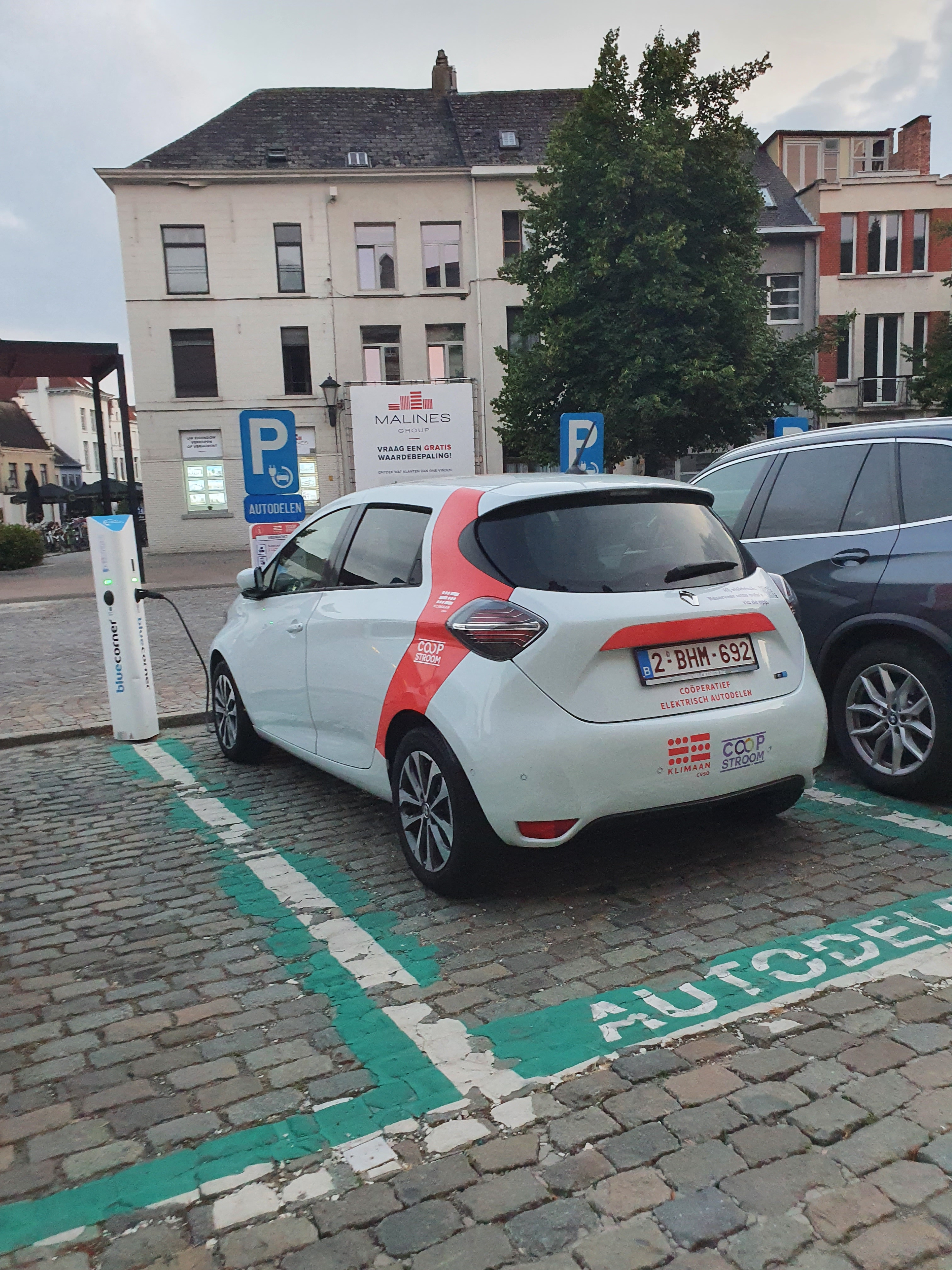
Klimaan-deelwagen in Mechelen
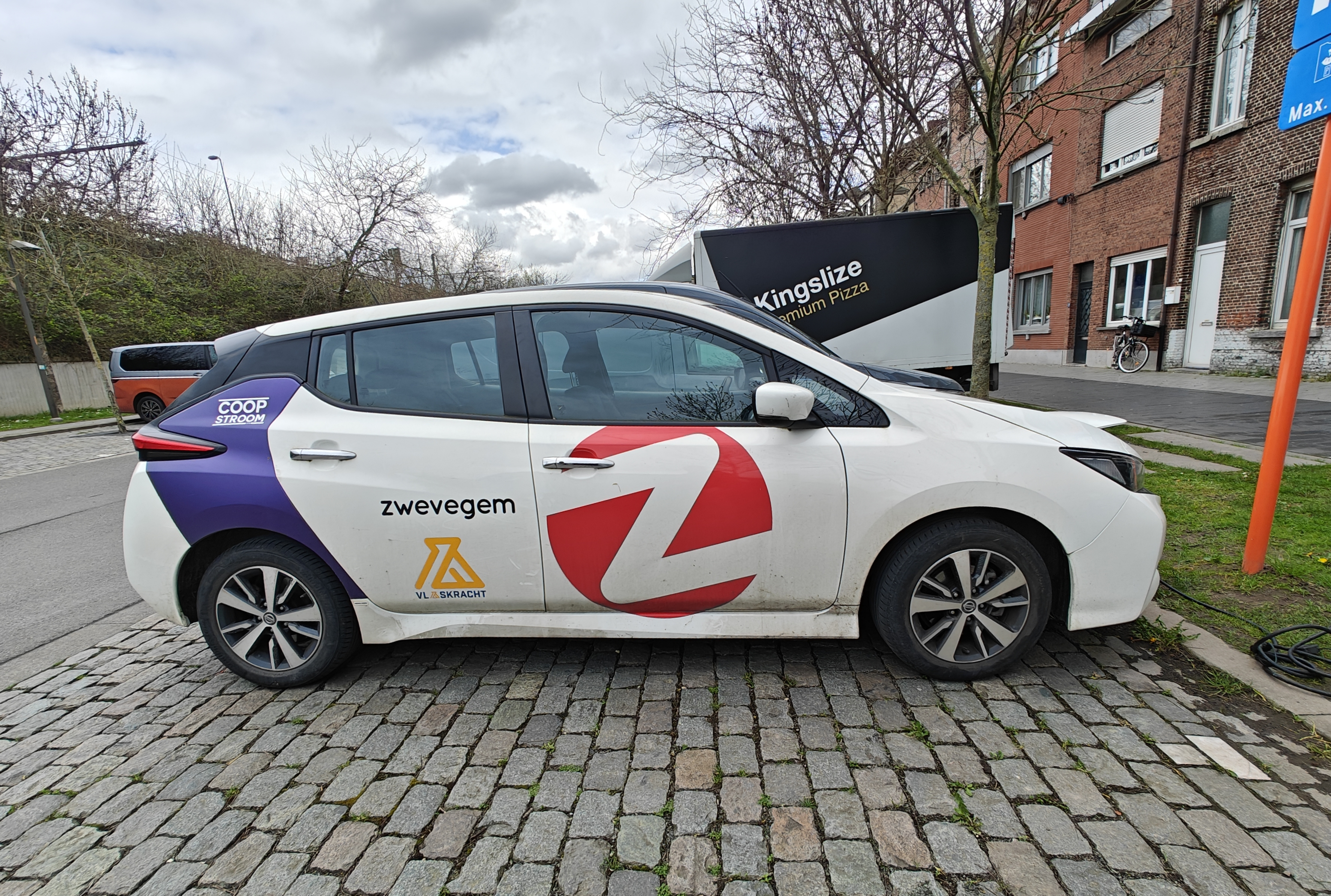
CoopStroom-deelwagen uit Zwevegem

### Nederland

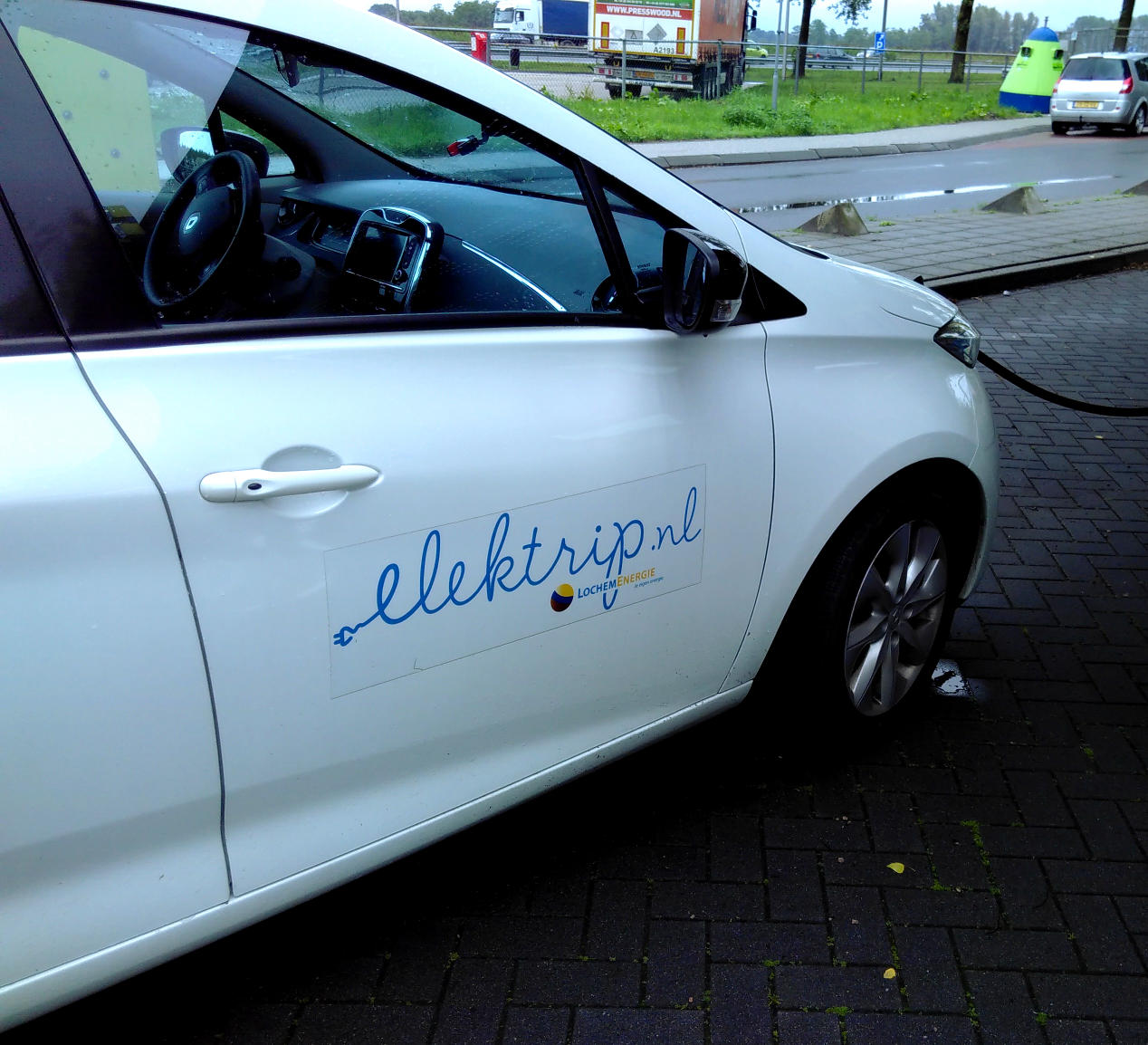
Elektrip deelauto

In Nederland bieden verschillende organisaties sinds 2011 een digitaal platform om vraag en aanbod van particuliere autoverhuur bij elkaar te brengen. SnappCar heeft landelijke dekking. Mywheels bood een dergelijke service maar is eind 2019 overgegaan tot enkel bedrijfsmatige verhuur.
In 2014 bestond het aanbod van deelauto's in Nederland voor ruim 70% uit particuliere auto's.
In Nederland zijn diverse bedrijven actief op het gebied van georganiseerde deelauto's, waaronder ShareNow, Greenwheels en MyWheels.
In juni 2007 maakten meer dan 20.000 Nederlanders gebruik van de ongeveer 1100 deelauto's. In maart 2014 was het aantal auto's vertienvoudigd tot 11.210 auto's, en het aantal autodelers gestegen tot 110.000. In het voorjaar van 2021 was dat aantal inmiddels toegenomen tot 87.825 auto's, gebruikt door 971.000 autodelers.